# Christian Torkewitz
Christian Torkewitz (* 1975 in Neustadt an der Weinstraße) ist ein deutscher Jazzsaxophonist, -klarinettist, -flötist und -pianist.

## Leben und Wirken
Christian Torkewitz studierte zunächst Musikwissenschaft in Heidelberg. Er spielte in der Blue Note Big Band und im Jazzorchester Rheinland-Pfalz. 1995 besuchte er mit einem Stipendium das Berklee College of Music in Boston, außerdem beschäftigte er sich in Kuba mit kubanischer Folklore. Von 1996 bis 2001 studierte er Saxophon, Flöte und Klavier an der Musikhochschule Köln. 2009 absolvierte er ein Master-Studium an der Manhattan School of Music. Torkewitz unterrichtete seit 1996 mehrere Jahre lang an der Offenen Jazzhausschule Köln.
Seinem Interesse für kubanische Musik ging Torkewitz mit der eigenen Band Proyecto típico nach, des Weiteren leitete er die Gruppe New World Ritual. Im Januar 2000 nahm er mit Eli Goularts Banda di Mato das Latin-Jazz-Album Bicho di Mato auf. Zudem war er Mitglied der Bigband Convention und der Gruppe Flautomania (mit Michael Heupel, Christian von Kaphengst und Andreas Molino).
1996 gründete er mit den Saxophonisten Alexander Reffgen, François de Ribaupierre, Gerit von Stockhausen und André Cimiotti die Gruppe Volles Rohr, die später unter dem Namen Cologne Saxophone Quintet bekannt wurde und den Sonderpreis des Yamaha-Sax-Contest 2003 erhielt. Die Gruppe spielte bei einer USA-Tournee 2003 mehrere Titel mit Bob Mintzer ein, die 2004 anlässlich einer Europatournee Mintzers in Ludwigsburg zum Album Yo! ergänzt wurden.

## Preise und Auszeichnungen
Torkewitz gewann Preise bei Jugend jazzt und Jugend musiziert. 

## Diskographische Hinweise
- Luis Cheul & Band
- Cologne Saxophone Quintet feat. Bob Mintzer: Yo!
- David Plate The Perception (Mons Records 2005)
- The New York/Köln Project (Christian Torkewitz (p), Michael O’Brien (b), Phil Maturano (dr))
- Oktoposse: Oktoposse geht fremd
- Eli Goulart Banda Do Mato: Bicho Do Mato